# 惠明王后
惠明王后（?—?）金氏，新羅第34代君主孝成王的夫人。
惠明王后是伊湌金順元之女。739年（唐玄宗开元二十七年，孝成王三年）三月，立金順元之女惠明爲妃。740年（天宝二十八年，孝成王四年）三月，唐玄宗遣使，冊封夫人金氏爲王妃。波珍湌金永宗女入後宮，孝成王非常宠爱。惠明王妃嫉妬，與族人将她謀殺。金永宗怨恨王妃宗黨，因此在当年八月謀叛，伏誅。742年（天宝元年，孝成王六年）五月，孝成王去世，没有儿子，同母弟金宪英即位，是为景德王。

## 家族
- 父亲：金順元，伊湌
- 丈夫：孝成王